# 奥滕霍芬
奥滕霍芬是德国巴伐利亚州的一个市镇。总面积10.28平方公里，总人口1834人，其中男性940人，女性894人（2011年12月31日），人口密度178人/平方公里。